# Polina Jan
Polina Jan –en ruso, Полина Хан– (31 de diciembre de 1999) es una deportista rusa que compite en taekwondo.
Ganó una medalla de bronce en el Campeonato Mundial de Taekwondo de 2023 y dos medallas de bronce en el Campeonato Europeo de Taekwondo, en los años 2018 y 2021.

## Palmarés internacional
| Campeonato Mundial | Campeonato Mundial | Campeonato Mundial | Campeonato Mundial |
| Año                | Lugar              | Medalla            | Categoría          |
| ------------------ | ------------------ | ------------------ | ------------------ |
| 2023               | Bakú (Azerbaiyán)  | Medalla de bronce  | –73 kg             |
| Campeonato Europeo |                    |                    |                    |
| Año                | Lugar              | Medalla            | Categoría          |
| 2018               | Kazán (Rusia)      | Medalla de bronce  | –67 kg             |
| 2021               | Sofía (Bulgaria)   | Medalla de bronce  | –73 kg             |